# Hiri motu
Hiri motu (în franceză hiri motou) este una dintre limbile oficiale ale statului Papua Noua Guinee, alături de limba engleză și de limba tok pisin. 
Este un pidgin bazat îndeosebi pe motu, totuși, deși există o foarte apropiată similitudine între vocabularele celor două limbi, diferențele gramaticale și fonologice fac imposibilă intercomprehensiunea. 